# Vietnam Airlines
Vietnam Airlines (vijetnamski :Hãng Hàng không Quốc gia Việt Nam) je nacionalni zračni prijevoznik iz Vijetnama. Kompanije je osnovana je 1956. pod imenom Vietnam Civil Aviation, a kao zračni prijevoznik u vlasništvu države postoji od travnja 1989. Sjedište Vietnam Airlinesa je u Long Bien Districtu (Hanoi), dok su glavna središta u zračnim lukama Noi Bai International Airport (Hanoi) i Tan Son Nhat International Airport (Ho Ši Min). Sa svojom flotom od preko 80 zrakoplova lete prema 52 destinacije u 17 zemalja. U lipnju 2010. Vietnam Airlines je postao član udruženja SkyTeam.

## Povijest
Vietnam Airlines je poslovanje započeo 1956. kada je kompanija utemeljena od strane Vlade Sjevernog Vijetnama. U tim početnim godinama djelovali su pod nazivom "Vietnam Civil Aviation" te su uz potporu SSSR-a i Kine u svojoj floti imali zrakoplove Lisunov Li-2, Ilyushin Il-14 i Aero Ae-45. Zbog embarga nisu bili u mogućnosti nabavljati zapadne zrakoplove.
Daljnji razvoj kompanije je spriječio Vijetnamski rat (1954. – 1975.) Nakon rata prva međunarodna destinacija je bio Peking, a nakon njega je usljedio Vientiane (1976.)
Od svog početka do ranih 1990.-ih Vietnam Airlines je bio marginalan zračni prijevoznik u zračnoj industriji zbog raznih otežavajućih čimbenika uključujući socijalnu, ekonomsku i političku situaciju u Vijetnamu. Normalizacija odnosa između Vijetnama i SAD-a je omogućila rast i razvoj kompanije uz modernizaciju flote. Vlada Vijetnama je 1996. kupila 20 uslužnih kompanija i formirala Vietnam Airlines Corporation, sa zračnim prijevoznikom kao svojih centralnim članom. Nakon nove reorganizacije 2010. godine kompanija posluje pod imenom Vietnam Airlines Company Limited.

## Flota
Vietnam Airlines flota se sastoji od sljedećih zrakoplova (26. ožujka 2016.):
Vietnam Airlines flota
- C, Y+ i Y su kodovi koji označavaju klasu sjedala u zrakoplovima, a određeni su od strane Međunarodne udruge za zračni prijevoz.